# In nije dei
In nije dei (Live) ("Een nieuwe dag") is een Friestalige single van de Nederlandse popgroep De Kast. Het nummer is geschreven door Syb van der Ploeg, Kees Bode, Sytse Broersma, Nico Outhuijse, Peter van der Ploeg en Piet van der Kolk. Het is het veertiende nummer van het album Niets te verliezen. In juli 1997 werd de liveversie op cd-single uitgebracht.
Het nummer is gebruikt als titelsong voor de film De Gouden Swipe uit 1996.

## Achtergrond
In Nederland werd de single destijds veel gedraaid op de landelijke radiozenders en werd een hit. De single bereikte de 2e positie in de Nederlandse Top 40 op destijds Radio 538 en de 3e positie in de publieke hitlijst; toentertijd de Mega Top 100 op Radio 3FM.
In België (Vlaanderen) werd de single wel regelmatig gedraaid op de radio maar behaalde desondanks géén notering in zowel de Vlaamse Ultratop 50 als de Vlaamse Radio 2 Top 30.
In november 2020 heeft de Haagse rapper Mula B het nummer herschreven als een hiphopnummer met invloeden van trap rap. In het programma Ali B op volle toeren van AVROTROS, voerden Mula B en rapper/producent Ali B het herschreven nummer uit voor Syb van der Ploeg, met medewerking van het Amsterdamse gospelkoor ZO! Gospel Choir.
Op 19 december 2019 bracht De Kast een nieuwe versie van "In nije dei" uit, samen met YouTuber Kalvijn, die de raps op het lied verzorgde.
In The Passion 2017 in Leeuwarden zong Elske DeWall in de rol van Maria dit nummer, waarna die uitvoering ook op audiostreamingdienst Spotify werd gezet.

## Tracks
1. In nije dei
2. Thema Gouden Swipe (instrumentaal)

## Hitnoteringen

### Nederlandse Top 40
| "In nije dei" in de Nederlandse Top 40 -- binnen: 23-08-1997 | "In nije dei" in de Nederlandse Top 40 -- binnen: 23-08-1997 | "In nije dei" in de Nederlandse Top 40 -- binnen: 23-08-1997 | "In nije dei" in de Nederlandse Top 40 -- binnen: 23-08-1997 | "In nije dei" in de Nederlandse Top 40 -- binnen: 23-08-1997 | "In nije dei" in de Nederlandse Top 40 -- binnen: 23-08-1997 | "In nije dei" in de Nederlandse Top 40 -- binnen: 23-08-1997 | "In nije dei" in de Nederlandse Top 40 -- binnen: 23-08-1997 | "In nije dei" in de Nederlandse Top 40 -- binnen: 23-08-1997 | "In nije dei" in de Nederlandse Top 40 -- binnen: 23-08-1997 | "In nije dei" in de Nederlandse Top 40 -- binnen: 23-08-1997 | "In nije dei" in de Nederlandse Top 40 -- binnen: 23-08-1997 | "In nije dei" in de Nederlandse Top 40 -- binnen: 23-08-1997 | "In nije dei" in de Nederlandse Top 40 -- binnen: 23-08-1997 | "In nije dei" in de Nederlandse Top 40 -- binnen: 23-08-1997 | "In nije dei" in de Nederlandse Top 40 -- binnen: 23-08-1997 | "In nije dei" in de Nederlandse Top 40 -- binnen: 23-08-1997 | "In nije dei" in de Nederlandse Top 40 -- binnen: 23-08-1997 | "In nije dei" in de Nederlandse Top 40 -- binnen: 23-08-1997 | "In nije dei" in de Nederlandse Top 40 -- binnen: 23-08-1997 |
| Week                                                         | 1                                                            | 2                                                            | 3                                                            | 4                                                            | 5                                                            | 6                                                            | 7                                                            | 8                                                            | 9                                                            | 10                                                           | 11                                                           | 12                                                           | 13                                                           | 14                                                           | 15                                                           | 16                                                           | 17                                                           | 18                                                           |                                                              |
| ------------------------------------------------------------ | ------------------------------------------------------------ | ------------------------------------------------------------ | ------------------------------------------------------------ | ------------------------------------------------------------ | ------------------------------------------------------------ | ------------------------------------------------------------ | ------------------------------------------------------------ | ------------------------------------------------------------ | ------------------------------------------------------------ | ------------------------------------------------------------ | ------------------------------------------------------------ | ------------------------------------------------------------ | ------------------------------------------------------------ | ------------------------------------------------------------ | ------------------------------------------------------------ | ------------------------------------------------------------ | ------------------------------------------------------------ | ------------------------------------------------------------ | ------------------------------------------------------------ |
| Nummer                                                       | 30                                                           | 13                                                           | 11                                                           | 4                                                            | 2                                                            | 4                                                            | 3                                                            | 3                                                            | 4                                                            | 9                                                            | 9                                                            | 10                                                           | 12                                                           | 15                                                           | 15                                                           | 19                                                           | 29                                                           | 29                                                           | uit                                                          |

### Mega Top 100
| "In nije dei" in de Mega Top 100 -- binnen: 09-08-1997 | "In nije dei" in de Mega Top 100 -- binnen: 09-08-1997 | "In nije dei" in de Mega Top 100 -- binnen: 09-08-1997 | "In nije dei" in de Mega Top 100 -- binnen: 09-08-1997 | "In nije dei" in de Mega Top 100 -- binnen: 09-08-1997 | "In nije dei" in de Mega Top 100 -- binnen: 09-08-1997 | "In nije dei" in de Mega Top 100 -- binnen: 09-08-1997 | "In nije dei" in de Mega Top 100 -- binnen: 09-08-1997 | "In nije dei" in de Mega Top 100 -- binnen: 09-08-1997 | "In nije dei" in de Mega Top 100 -- binnen: 09-08-1997 | "In nije dei" in de Mega Top 100 -- binnen: 09-08-1997 | "In nije dei" in de Mega Top 100 -- binnen: 09-08-1997 | "In nije dei" in de Mega Top 100 -- binnen: 09-08-1997 | "In nije dei" in de Mega Top 100 -- binnen: 09-08-1997 | "In nije dei" in de Mega Top 100 -- binnen: 09-08-1997 | "In nije dei" in de Mega Top 100 -- binnen: 09-08-1997 | "In nije dei" in de Mega Top 100 -- binnen: 09-08-1997 | "In nije dei" in de Mega Top 100 -- binnen: 09-08-1997 | "In nije dei" in de Mega Top 100 -- binnen: 09-08-1997 | "In nije dei" in de Mega Top 100 -- binnen: 09-08-1997 | "In nije dei" in de Mega Top 100 -- binnen: 09-08-1997 | "In nije dei" in de Mega Top 100 -- binnen: 09-08-1997 | "In nije dei" in de Mega Top 100 -- binnen: 09-08-1997 | "In nije dei" in de Mega Top 100 -- binnen: 09-08-1997 | "In nije dei" in de Mega Top 100 -- binnen: 09-08-1997 | "In nije dei" in de Mega Top 100 -- binnen: 09-08-1997 | "In nije dei" in de Mega Top 100 -- binnen: 09-08-1997 | "In nije dei" in de Mega Top 100 -- binnen: 09-08-1997 | "In nije dei" in de Mega Top 100 -- binnen: 09-08-1997 | "In nije dei" in de Mega Top 100 -- binnen: 09-08-1997 | "In nije dei" in de Mega Top 100 -- binnen: 09-08-1997 | "In nije dei" in de Mega Top 100 -- binnen: 09-08-1997 | "In nije dei" in de Mega Top 100 -- binnen: 09-08-1997 |
| Week                                                   | 1                                                      | 2                                                      | 3                                                      | 4                                                      | 5                                                      | 6                                                      | 7                                                      | 8                                                      | 9                                                      | 10                                                     | 11                                                     | 12                                                     | 13                                                     | 14                                                     | 15                                                     | 16                                                     | 17                                                     | 18                                                     | 19                                                     | 20                                                     | 21                                                     | 22                                                     | 23                                                     | 24                                                     | 25                                                     | 26                                                     | 27                                                     | 28                                                     | 29                                                     | 30                                                     | 31                                                     |                                                        |
| ------------------------------------------------------ | ------------------------------------------------------ | ------------------------------------------------------ | ------------------------------------------------------ | ------------------------------------------------------ | ------------------------------------------------------ | ------------------------------------------------------ | ------------------------------------------------------ | ------------------------------------------------------ | ------------------------------------------------------ | ------------------------------------------------------ | ------------------------------------------------------ | ------------------------------------------------------ | ------------------------------------------------------ | ------------------------------------------------------ | ------------------------------------------------------ | ------------------------------------------------------ | ------------------------------------------------------ | ------------------------------------------------------ | ------------------------------------------------------ | ------------------------------------------------------ | ------------------------------------------------------ | ------------------------------------------------------ | ------------------------------------------------------ | ------------------------------------------------------ | ------------------------------------------------------ | ------------------------------------------------------ | ------------------------------------------------------ | ------------------------------------------------------ | ------------------------------------------------------ | ------------------------------------------------------ | ------------------------------------------------------ | ------------------------------------------------------ |
| Nummer                                                 | 69                                                     | 29                                                     | 19                                                     | 19                                                     | 10                                                     | 6                                                      | 5                                                      | 4                                                      | 3                                                      | 3                                                      | 4                                                      | 5                                                      | 6                                                      | 8                                                      | 8                                                      | 10                                                     | 14                                                     | 15                                                     | 20                                                     | 23                                                     | 34                                                     | 33                                                     | 32                                                     | 37                                                     | 43                                                     | 44                                                     | 52                                                     | 63                                                     | 65                                                     | 69                                                     | 86                                                     | uit                                                    |

### NPO Radio 2 Top 2000
| Nummer met noteringen in de NPO Radio 2 Top 2000 | '99 | '00 | '01 | '02 | '03 | '04 | '05 | '06 | '07 | '08 | '09 | '10 | '11 | '12 | '13 | '14 | '15 | '16 | '17 | '18 | '19 | '20 | '21 | '22 | '23 | '24 |
| ------------------------------------------------ | --- | --- | --- | --- | --- | --- | --- | --- | --- | --- | --- | --- | --- | --- | --- | --- | --- | --- | --- | --- | --- | --- | --- | --- | --- | --- |
| In nije dei                                      | 120 | 108 | 126 | 197 | 405 | 441 | 413 | 368 | 275 | 325 | 411 | 249 | 416 | 663 | 511 | 615 | 734 | 769 | 907 | 911 | 835 | 945 | 976 | 755 | 896 | 750 |

1. ↑  Een vetgedrukt getal geeft de hoogste notering aan.